# Кэссиди, Джеральд
Джеральд С. Дж. Кэссиди (англ. Gerald S. J. Cassidy; род. 1940, Куинс, Нью-Йорк) — основатель и исполнительный директор Cassidy & Associates, известной лоббистской компании в США, специализирующейся на представлении интересов клиентов перед государственными органами и наиболее значимыми участниками мирового бизнес-сообщества.

## Биография
Родился в 1940 году в семье медсестры, чей брак был непрочным. Она вместе с Джерльдом и тремя его сёстрами переезжали из дома в дому в Бруклине и Квинсе на протяжении всего его детства.
В 1963 году окончил Университет Вилланова со степенью бакалавра наук (B.S.), а в 1967 году — Корнеллскую юридическую школу со степенью доктора юриспруденции (J.D.).
В 1995 году получил Почётную докторскую степень социальных наук Университета Виллановы.
В марте 2000 года журнал Forbes присудил Дж. Кэссиди 52-е место в своем рейтинге «The Power 100».

## Профессиональная деятельность
До 1975 года Дж. Кэссиди работал адвокатом с правом выступления в судах в Южно-Флоридской Программе миграционных юридических услуг (South Florida Migrant Legal Services Program), исполнительным директором и главным консультантом комиссии реформ Демократического Национального Комитета(Democratic National Committee’s Party Reform Commission), и главным консультантом Выборной комиссии Сената США по человеческим нуждам и питанию (U.S. Senate’s Select Committee on Nutrition and Human Needs). Он был известным спикером по политическим и законодательным вопросам на многочисленных правительственных, университетских, промышленных и торговых конференциях.
В 1975 году он создал компанию по связям с органами государственной власти (GR) и связям с общественностью Cassidy & Associates (англ.).
С 1987 по 1998 год находился в Совете директоров компании Сераген (Seragen, Inc.).
С 1993 по 1997 год был членом Steering Committee of the Capital Campaign for Villanova University.
В 2002 году был Исполнительным директором «Villanova Capital Campaign Committee».
Является членом Metropolitan Club, Columbia Country Club, The George Town Club, The Core Club and The City Club.
Дж. Кэссиди является директором фонда Fudan (Fudan Foundation), организации, в учреждении которой он помогал в конце 1980-х. Фонд перечислил более 10 миллионов долларов США университету Fudan (англ.) в поддержку Центра американских исследований (Center for American Studies), ведущего китайского научного центра, способствующего налаживанию дружбы и понимания между Китаем и США.
В 2007 году расследование показало, что Кэссиди добивался определённого распределения своим клиентам государственных субсидий путём обработки общественного мнения. Эти действия формально не нарушали закон, но выглядели аморальными.